# Намар
Намар (перс. نمار) — село в Ірані, у дегестані Ларіджан-е Софла, у бахші Ларіджан, шагрестані Амоль остану Мазендеран. За даними перепису 2006 року, його населення становило 165 осіб, що проживали у складі 48 сімей.

## Клімат
Середня річна температура становить 6,67 °C, середня максимальна – 22,56 °C, а середня мінімальна – -9,30 °C. Середня річна кількість опадів – 231 мм.
| Клімат поселення                              | Клімат поселення | Клімат поселення | Клімат поселення | Клімат поселення | Клімат поселення | Клімат поселення | Клімат поселення | Клімат поселення | Клімат поселення | Клімат поселення | Клімат поселення | Клімат поселення | Клімат поселення |
| Показник                                      | Січ.             | Лют.             | Бер.             | Квіт.            | Трав.            | Черв.            | Лип.             | Серп.            | Вер.             | Жовт.            | Лист.            | Груд.            |                  |
| Середній максимум, °C                         | −0,38            | 0,10             | 3,34             | 10,42            | 15,30            | 19,12            | 22,56            | 22,22            | 18,74            | 13,24            | 7,68             | 2,80             |                  |
| Середня температура, °C                       | −4,84            | −4,36            | −1,12            | 5,96             | 10,84            | 14,66            | 17,81            | 17,47            | 14,02            | 8,50             | 2,95             | −1,93            |                  |
| Середній мінімум, °C                          | −9,3             | −8,81            | −5,58            | 1,49             | 6,38             | 10,20            | 13,09            | 12,76            | 9,29             | 3,78             | −1,78            | −6,66            |                  |
| Норма опадів, мм                              | 23               | 27               | 43               | 33               | 31               | 9                | 7                | 4                | 3                | 15               | 16               | 20               |                  |
| Середньомісячна швидкість вітру, м/с          | 1.54             | 2.24             | 2.65             | 2.79             | 2.11             | 1.83             | 1.91             | 1.75             | 1.72             | 1.85             | 1.84             | 1.52             |                  |
| Середньомісячна сонячна радіація, кДж/м²·день | 9073             | 11668            | 14314            | 17740            | 21231            | 24852            | 24831            | 22740            | 19450            | 14347            | 10710            | 8703             |                  |
| --------------------------------------------- | ---------------- | ---------------- | ---------------- | ---------------- | ---------------- | ---------------- | ---------------- | ---------------- | ---------------- | ---------------- | ---------------- | ---------------- | ---------------- |
| Джерело:                                      |                  |                  |                  |                  |                  |                  |                  |                  |                  |                  |                  |                  |                  |